# Roscommon (stacja kolejowa)
Roscommon (ang: Roscommon railway station) – stacja kolejowa w miejscowości Roscommon, w hrabstwie Roscommon, w Irlandii. Znajduje się na linii Dublin – Westport/Galway Została otwarta w 1862 roku. 
Stacja jest zarządzana i obsługiwana przez Iarnród Éireann.

## Linie kolejowe
- Dublin – Westport/Galway